# Leptogenys ergatogyna
Leptogenys ergatogyna é uma espécie de formiga do gênero Leptogenys, pertencente à subfamília Ponerinae.